# Hallstatt (arheologie)
Istoria locului Hallstatt din Salzkammergut din Austria Superioară este legată de bogatele zăcăminte de sare ale Hallstätter Salzberg, care se află mai sus de sălașul de azi al Hallstattului, în Alpii Răsăriteni. S-a arătat că zăcămintele de sare dimprejurul Hallstattului au fost întrebuințate încă din 1500 î.Hr. și au adus locului o mare bogăție.
În arheologie, Hallstatt este vestit mai cu seamă pentru descoperirile dintr-un cimitir din cea dintâi vârstă a fierului, care a dat locului numele pentru această epocă în toată Europa. Pe lângă cimitir, cu bunurile sale mormântale neobișnuit de bogate, descoperirile din minele preistorice, care între timp au ajuns cunoscute în întreaga lume datorită împrejurărilor de păstrare din muntele de sare, sunt neobișnuit de felurite.